# Wereldkampioenschap superbike van Monza 1993
Het wereldkampioenschap superbike van Monza 1993 was de elfde ronde van het wereldkampioenschap superbike 1993. De races werden verreden op 26 september 1993 op het Autodromo Nazionale Monza nabij Monza, Italië.

## Race 1
| Pos | Nr | Rijder                | Constructeur | Rondes | Tijd                | Grid | Punten |
| --- | -- | --------------------- | ------------ | ------ | ------------------- | ---- | ------ |
| 1   | 6  | Aaron Slight          | Kawasaki     | 18     | 37:00.808           | 2    | 20     |
| 2   | 11 | Scott Russell         | Kawasaki     | 18     | +0.045              | 1    | 17     |
| 3   | 5  | Fabrizio Pirovano     | Yamaha       | 18     | +12.001             | 5    | 15     |
| 4   | 4  | Carl Fogarty          | Ducati       | 18     | +27.122             | 3    | 13     |
| 5   | 54 | Tripp Nobles          | Honda        | 18     | +47.738             | 11   | 11     |
| 6   | 14 | Christer Lindholm     | Yamaha       | 18     | +1:10.055           | 18   | 10     |
| 7   | 77 | Alex Vieira           | Yamaha       | 18     | +1:14.061           | 15   | 9      |
| 8   | 46 | Brian Morrison        | Kawasaki     | 18     | +1:30.242           | 12   | 8      |
| 9   | 23 | Fabrizio Furlan       | Kawasaki     | 18     | +1:40.929           | 6    | 7      |
| 10  | 49 | Marcel Ernst          | Kawasaki     | 18     | +1:46.816           | 21   | 6      |
| 11  | 45 | Dominique Sarron      | Yamaha       | 18     | +1:47.968           | 17   | 5      |
| 12  | 61 | Mauro Mastrelli       | Yamaha       | 18     | +1:53.738           | 16   | 4      |
| 13  | 15 | Adrien Morillas       | Kawasaki     | 18     | +1:54.293           | 29   | 3      |
| 14  | 37 | Hervé Moineau         | Suzuki       | 18     | +1:55.452           | 24   | 2      |
| 15  | 55 | Denis Bonoris         | Kawasaki     | 18     | +2:10.737           | 19   | 1      |
| 16  | 82 | Néstor Amoroso        | Kawasaki     | 17     | +1 ronde            | 20   |        |
| 17  | 81 | Jean-Yves Mounier     | Yamaha       | 17     | +1 ronde            | 22   |        |
| 18  | 75 | Jorge Vilella         | Yamaha       | 17     | +1 ronde            | 30   |        |
| 19  | 70 | Aldeo Presciutti      | Ducati       | 17     | +1 ronde            | 34   |        |
| DNF | 95 | Josip Drmeš           | Ducati       | 16     | Uitgevallen         | 26   |        |
| DNF | 18 | Virginio Ferrari      | Ducati       | 14     | Uitgevallen         | 33   |        |
| DNF | 69 | James Whitham         | Yamaha       | 13     | Uitgevallen         | 14   |        |
| DNF | 87 | Jan Olav Noteng       | Suzuki       | 10     | Uitgevallen         | 25   |        |
| DNF | 9  | Giancarlo Falappa     | Ducati       | 9      | Uitgevallen         | 4    |        |
| DNF | 89 | Gérald Muteau         | Yamaha       | 8      | Uitgevallen         | 35   |        |
| DNF | 20 | Jeffry de Vries       | Yamaha       | 7      | Uitgevallen         | 28   |        |
| DNF | 83 | José María Sagardogui | Yamaha       | 6      | Uitgevallen         | 8    |        |
| DNF | 76 | Stefano Caracchi      | Ducati       | 5      | Uitgevallen         | 32   |        |
| DNF | 34 | Mauro Lucchiari       | Ducati       | 4      | Uitgevallen         | 7    |        |
| DNF | 7  | Stéphane Mertens      | Ducati       | 3      | Uitgevallen         | 9    |        |
| DNF | 97 | Philippe Mouchet      | Ducati       | 0      | Uitgevallen         | 27   |        |
| DNF | 88 | Urs Weder             | Kawasaki     | 0      | Uitgevallen         | 23   |        |
| DNF | 10 | Piergiorgio Bontempi  | Kawasaki     | 0      | Uitgevallen         | 10   |        |
| DNF | 79 | Hugues Blanc          | Kawasaki     | 0      | Uitgevallen         | 13   |        |
| DNS | 17 | Baldassarre Monti     | Yamaha       | 0      | Niet gestart        | 31   |        |
| DNS | 32 | Terry Rymer           | Yamaha       | 0      | Niet gestart        | 36   |        |
| DNQ | 42 | Massimo Broccoli      | Yamaha       | 0      | Niet gekwalificeerd |      |        |
| DNQ | 59 | Bruno Scatola         | Kawasaki     | 0      | Niet gekwalificeerd |      |        |
| DNQ | 51 | Vittorio Scatola      | Yamaha       | 0      | Niet gekwalificeerd |      |        |
| DNQ | 44 | Anton Berghammer      | Yamaha       | 0      | Niet gekwalificeerd |      |        |
| DNQ | 48 | B. Recuenco           | Yamaha       | 0      | Niet gekwalificeerd |      |        |
| DNQ | 65 | Fabrizio Celebrano    | Ducati       | 0      | Niet gekwalificeerd |      |        |
| DNQ | 64 | Adriano Narducci      | Yamaha       | 0      | Niet gekwalificeerd |      |        |
| DNQ | 63 | Romolo Balbi          | Yamaha       | 0      | Niet gekwalificeerd |      |        |
| DNQ | 98 | Christy Rebuttini     | Ducati       | 0      | Niet gekwalificeerd |      |        |
| DNQ | 62 | Roberto Biagioli      | Kawasaki     | 0      | Niet gekwalificeerd |      |        |
| DNQ | 57 | Christian Lavieille   | Ducati       | 0      | Niet gekwalificeerd |      |        |

## Race 2
| Pos | Nr | Rijder                | Constructeur | Rondes | Tijd                | Grid | Punten |
| --- | -- | --------------------- | ------------ | ------ | ------------------- | ---- | ------ |
| 1   | 9  | Giancarlo Falappa     | Ducati       | 18     | 37:08.515           | 4    | 20     |
| 2   | 6  | Aaron Slight          | Kawasaki     | 18     | +1.375              | 2    | 17     |
| 3   | 5  | Fabrizio Pirovano     | Yamaha       | 18     | +1.499              | 5    | 15     |
| 4   | 4  | Carl Fogarty          | Ducati       | 18     | +2.385              | 3    | 13     |
| 5   | 11 | Scott Russell         | Kawasaki     | 18     | +18.161             | 1    | 11     |
| 6   | 34 | Mauro Lucchiari       | Ducati       | 18     | +36.572             | 7    | 10     |
| 7   | 7  | Stéphane Mertens      | Ducati       | 18     | +48.112             | 9    | 9      |
| 8   | 10 | Piergiorgio Bontempi  | Kawasaki     | 18     | +48.756             | 10   | 8      |
| 9   | 14 | Christer Lindholm     | Yamaha       | 18     | +54.471             | 18   | 7      |
| 10  | 54 | Tripp Nobles          | Honda        | 18     | +59.315             | 11   | 6      |
| 11  | 49 | Marcel Ernst          | Kawasaki     | 18     | +1:16.067           | 21   | 5      |
| 12  | 46 | Brian Morrison        | Kawasaki     | 18     | +1:28.091           | 12   | 4      |
| 13  | 37 | Hervé Moineau         | Suzuki       | 18     | +1:31.694           | 24   | 3      |
| 14  | 23 | Fabrizio Furlan       | Kawasaki     | 18     | +1:33.339           | 6    | 2      |
| 15  | 79 | Hugues Blanc          | Kawasaki     | 18     | +1:34.536           | 13   | 1      |
| 16  | 88 | Urs Weder             | Kawasaki     | 18     | +1:41.426           | 23   |        |
| 17  | 61 | Mauro Mastrelli       | Yamaha       | 18     | +1:48.746           | 16   |        |
| 18  | 81 | Jean-Yves Mounier     | Yamaha       | 18     | +2:03.473           | 22   |        |
| 19  | 89 | Gérald Muteau         | Yamaha       | 17     | +1 ronde            | 35   |        |
| 20  | 87 | Jan Olav Noteng       | Suzuki       | 17     | +1 ronde            | 25   |        |
| 21  | 83 | José María Sagardogui | Yamaha       | 17     | +1 ronde            | 8    |        |
| 22  | 55 | Denis Bonoris         | Kawasaki     | 17     | +1 ronde            | 19   |        |
| 23  | 82 | Néstor Amoroso        | Kawasaki     | 17     | +1 ronde            | 20   |        |
| 24  | 95 | Josip Drmeš           | Ducati       | 16     | +2 ronden           | 26   |        |
| 25  | 75 | Jorge Vilella         | Yamaha       | 16     | +2 ronden           | 30   |        |
| DNF | 45 | Dominique Sarron      | Yamaha       | 14     | Uitgevallen         | 17   |        |
| DNF | 20 | Jeffry de Vries       | Yamaha       | 12     | Uitgevallen         | 28   |        |
| DNF | 97 | Philippe Mouchet      | Ducati       | 6      | Uitgevallen         | 27   |        |
| DNF | 76 | Stefano Caracchi      | Ducati       | 4      | Uitgevallen         | 32   |        |
| DNF | 70 | Aldeo Presciutti      | Ducati       | 2      | Uitgevallen         | 34   |        |
| DNF | 15 | Adrien Morillas       | Kawasaki     | 1      | Uitgevallen         | 29   |        |
| DNF | 69 | James Whitham         | Yamaha       | 0      | Uitgevallen         | 14   |        |
| DNS | 77 | Alex Vieira           | Yamaha       | 0      | Niet gestart        | 15   |        |
| DNS | 17 | Baldassarre Monti     | Yamaha       | 0      | Niet gestart        | 31   |        |
| DNS | 18 | Virginio Ferrari      | Ducati       | 0      | Niet gestart        | 33   |        |
| DNS | 32 | Terry Rymer           | Yamaha       | 0      | Niet gestart        | 36   |        |
| DNQ | 42 | Massimo Broccoli      | Yamaha       | 0      | Niet gekwalificeerd |      |        |
| DNQ | 59 | Bruno Scatola         | Kawasaki     | 0      | Niet gekwalificeerd |      |        |
| DNQ | 51 | Vittorio Scatola      | Yamaha       | 0      | Niet gekwalificeerd |      |        |
| DNQ | 44 | Anton Berghammer      | Yamaha       | 0      | Niet gekwalificeerd |      |        |
| DNQ | 48 | B. Recuenco           | Yamaha       | 0      | Niet gekwalificeerd |      |        |
| DNQ | 65 | Fabrizio Celebrano    | Ducati       | 0      | Niet gekwalificeerd |      |        |
| DNQ | 64 | Adriano Narducci      | Yamaha       | 0      | Niet gekwalificeerd |      |        |
| DNQ | 63 | Romolo Balbi          | Yamaha       | 0      | Niet gekwalificeerd |      |        |
| DNQ | 98 | Christy Rebuttini     | Ducati       | 0      | Niet gekwalificeerd |      |        |
| DNQ | 62 | Roberto Biagioli      | Kawasaki     | 0      | Niet gekwalificeerd |      |        |
| DNQ | 57 | Christian Lavieille   | Ducati       | 0      | Niet gekwalificeerd |      |        |

## Tussenstanden na wedstrijd
| Pos | Nr | Rijder            | Team     | Punten |
| --- | -- | ----------------- | -------- | ------ |
| 1   | 11 | Scott Russell     | Kawasaki | 321,5  |
| 2   | 4  | Carl Fogarty      | Ducati   | 312,5  |
| 3   | 6  | Aaron Slight      | Kawasaki | 258    |
| 4   | 5  | Fabrizio Pirovano | Yamaha   | 232    |
| 5   | 9  | Giancarlo Falappa | Ducati   | 218    |

1990 · 1992 · 1993 · 1995 · 1996 · 1997 · 1998 · 1999 · 2000 · 2001 · 2002 · 2003 · 2004 · 2005 · 2006 · 2007 · 2008 · 2009 · 2010 · 2011 · 2012 · 2013